# 平林剛 (俳優)
平林 剛（ひらばやし たけし、5月15日 - ）は、日本の男性俳優、声優。静岡県出身。マウスプロモーション所属。

## 来歴
元々演劇などに興味があったわけではなく、中学時代までは普通の野球少年だった。キャッチャーをしていたこともあり、声が大きかったため、合唱部の教師に無理やり誘われる形で練習に参加していたが、教室に行ったところ野球部員がそろっており、「これは逃げられないな」と思った。しかし、そこで皆の声をひとつの塊にして歌うことに感銘を受けて、歌手を目指した。
東京芸術大学声楽科ではでオペラを学び、1995年に劇団四季入団しながらナレーターなどの仕事をしていた。当時から「声ってなんなんだろう」と思いながら活動しており、声優の道に進んだきっかけは歌だったという。1999年、劇団四季退団。
その後、ナレーターを務めていた『しまじろうのわお!』のアニメパートで高橋美紀が演じていたみみりんが、今まで平林が聞いたことのない声の出し方をしており、「高橋美紀」で検索して美紀塾を見つけて連絡をしていた。その時に「もし習うのであれば自分と違うタイプの方、女性で繊細な声の方に習った方が数年後の自分にとって良いのではないか」とも考えていた。
劇団四季時代は「歌手」としてそこにいたという感覚だったが、美紀塾に入所後は初めて「演技を勉強している」という気持ちで通っていた。入所前は「この歳でゼロからやるのかな」、「若い子ばかりに囲まれたらツラいな」と思っていたが、入所後は全然そうはならず「ただただ楽しい」、「上手くなりたい」という感じであった。美紀塾時代は舞台特有の声の出し方を指摘され、声の重心の置き方や目の前のマイクと仲良くするということを学ぶ。
以前はスプラッシュドリーム、ヒーローガレージに所属していた。
2019年8月からマウスプロモーション所属。

## 人物
様々な舞台・ミュージカル・聖歌隊の経験がある。ミュージカル講師としても活動している。
趣味・特技は歌、ダンス、筋トレ。

## 出演

### テレビアニメ
2019年
- ほしの島のにゃんこ（DJの声）
- GRANBLUE FANTASY The Animation Season 2（帝国兵A）

2020年
- 八男って、それはないでしょう!（エドガー軍務卿）
- 100万の命の上に俺は立っている（カハベル父）

2021年
- はたらく細胞BLACK（体内アナウンス、赤血球、キラーT細胞、赤脾髄）
- おとなの防具屋さんII（モクク〈吹き替え〉）
- ましろのおと（海人の父）
- ジョジョの奇妙な冒険 ストーンオーシャン（医者）

2022年
- 東京24区（ハワード）
- 永遠の831
- ハコヅメ〜交番女子の逆襲〜（署員）
- キングダム（蒲鶮）
- Engage Kiss（ドミニク・ケンネル）
- チェンソーマン（幹部A）

2023年
- 魔術士オーフェンはぐれ旅 アーバンラマ編（警官）
- もののがたり（先生） - 2シリーズ
- 漣蒼士に純潔を捧ぐ（部長）
- 天国大魔境（マイケル、近藤）
- ティアムーン帝国物語〜断頭台から始まる、姫の転生逆転ストーリー〜（レムノ国王）
- ポーション頼みで生き延びます!（神殿神官）

2024年
- 異修羅（奴隷商人）
- 異世界でもふもふなでなでするためにがんばってます。（武の氏長）
- 夜のクラゲは泳げない（部長、めいの父）
- アストロノオト（花屋）
- 狼と香辛料 MERCHANT MEETS THE WISE WOLF（司祭）
- ネガポジアングラー（プロアングラー）

2025年
- ロックは淑女の嗜みでして（田中〈アルトサックス〉）
- 転生したら第七王子だったので、気ままに魔術を極めます（ダンテ）

### Webアニメ
- ULTRAMAN（2019年）
- ロマンティック・キラー（2022年、咲姫の父）
- PLUTO（2023年、マイヤー、助手）

### ゲーム
2020年
- ファイナルファンタジーVII リメイク
- アサシン クリード ヴァルハラ（ヴィリ）

2021年
- モンスターストライク（2021年 - 2023年、エリミネイター、無量大数）
- プロジェクトセカイ カラフルステージ! feat. 初音ミク（古瀧大河）
- コール オブ デューティ ヴァンガード（クラフト）
- クイズRPG 魔法使いと黒猫のウィズ（寅吉）

2022年
- eBASEBALLパワフルプロ野球2022（ハワード・レイヴン）
- タクティクスオウガ リボーン（ロデリック・デズモーリア）

2023年
- 崩壊:スターレイル（シッポ）

2024年
- 龍が如く8（楢崎雅史）
- ユニコーンオーバーロード（ベルトラン）
- UFOロボ グレンダイザー たとえ我が命つきるとも（ガンダル司令） - 日本語版

### デジタルコミック
- ばらとたんぽぽ（2023年、夏目父、テレビコマーシャル(男)、SNS1（男））[7]
- 転生しても嫌われ王子だったので関係修復頑張ります。（2023年、国王）[8]

### 吹き替え

#### 映画
2019年
- 足跡はかき消して
- クリスマスに降る雪は
- 百万長者と結婚する方法（J・D・ハンレー〈ウィリアム・パウエル〉）※N.E.M.版

2020年
- アイビー+ビーン: ダンスはイヤイヤ!?（クジラの声）
- インバトル（クロード〈サイード・タグマウイ〉）
- チャーリーズ・エンジェル（チャーリー）

2021年
- アメリカン・アンダードッグ（ジム・フォスター〈ブルース・マッギル〉）
- カサブランカ（カール〈S・K・サコール〉）※N.E.M.版
- クライム・ゲーム（フランク・カペリ〈レイ・リオッタ〉）
- ザ・ハーダー・ゼイ・フォール: 報復の荒野
- スイッチング・プリンセス3: 思いかけないスイッチ!
- ストリートギャング セサミストリートにたどり着くまで（ブライアン・ヘンソン）
- ソプラノズ ニューアークに舞い降りたマフィアたち（ハリウッド・ディック / サリー〈レイ・リオッタ〉）
- ドント・ブリーズ2（ラウル〈クリスチャン・ザギア〉）
- 博士と狂人（リチャード・ブレイン博士〈スティーヴン・ディレイン〉）
- バクラウ 地図から消された村（ダミアーノ）
- フレンチ・イグジット 〜さよならは言わずに〜（ベイカー）
- リトル・シングス（ロジャース）

2022年
- あなたの、私のクリスマス?（ジョンソン〈マーク・ヒープ〉）
- アルマゲドン・タイム ある日々の肖像（学園長〈リチャード・ベキンス〉）
- ウォーハント 魔界戦線（ジョンソン少佐〈ミッキー・ローク〉）
- オーバードーズ 破滅の入り口（シャルル・モランス〈ピエール・ラプラス〉）
- クリープショー
- 355（ラリー・マークス〈ジョン・ダグラス・トンプソン〉）
- 人狼ゲーム 夜になったら、最後
- スピリテッド（マーレイ〈パトリック・ペイジ〉）
- デイ・シフト（ヴァンパイアNo.2）
- チャタレイ夫人の恋人(2022年)（マルコム〈アンソニー・ブロフィー〉）
- パイレーツ: 失われた王家の秘宝
- マイ・ストーリー
- ブラックアダム

2023年
- あなたの、私のクリスマス?2（ジョンソン〈マーク・ヒープ〉）
- インシディアス 赤い扉
- ウエスト・サイド・ストーリー（ローリー〈ジェイミー・ハリス〉）
- ヴェンデッタ（ドニー・フェッター〈ブルース・ウィリス〉）
- 彼女の面影
- スパークス・ブラザーズ（スティーヴ・ジョーンズ）
- ゼイ・クローン・タイローン/俺たちクローン
- チップとデールの大作戦 レスキュー・レンジャーズ（ビョルンソン）
- ヴァチカンのエクソシスト（教皇〈フランコ・ネロ〉）
- ウォンカとチョコレート工場のはじまり（アバカス〈ジム・カーター〉）
- ミッション:インポッシブル/デッドレコニング PART ONE（艦長）
- アメリカン・フィクション（私服警官）
- ウーマン・キング 無敵の女戦士たち
- ウイング・アンド・プレイヤー
- カールの絵画教室（ルーベン）
- ザリガニの鳴くところ
- パーフェクト・ファインド
- Pearl パール
- はみだしエルフが町にやって来た!
- ビースト（キーズ〈マーティン・マンロー〉）
- ピーター・パン&ウェンディ（ビル・ジュークス）
- 非常宣言
- フリークスアウト（イスラエル〈ジョルジョ・ティラバッシ〉）
- リタ・モレノ: 私は進み続ける（モーガン・フリーマン）

2024年
- ザ・ライダー（ウェイン〈ティム・ジャンドロー〉）
- リトル・マーメイド
- 食人族（マーク・トマソ）※UHD BD版
- カンダハル 突破せよ（モハメド “モー”〈ナヴィド・ネガーバン〉）
- 赤と白とロイヤルブルー（オスカー・ディアス上院議員〈クリフトン・コリンズ・Jr〉）
- アンフロステッド: ポップタルトをめぐる物語（ハリー・フレンドリー〈ピーター・ディンクレイジ〉、トム・カーベル〈エイドリアン・マルティネス〉、スチュアート・スマイリー〈セドリック・ジ・エンターテイナー〉、広告マン2〈ジョン・ハム〉）
- ダイ・ハート2: ダイ・ハーター
- ヒンターラント（ペーター・ペルク〈ムラタン・ムスル〉）
- マッドマックス:フュリオサ（守衛）
- VESPER/ヴェスパー（ダリウス〈リチャード・ブレイク〉）
- THE WILD 修羅の拳（ドシル〈オ・デファン〉）
- ハロウィン THE END（ホームレス）
- ロンリー・プラネット（ファビアン）
- グラディエーターII 英雄を呼ぶ声
- フェラーリ（ピエロ・タルフィ〈パトリック・デンプシー〉）
- ライオン・キング:ムファサ
- シビル・ウォー アメリカ最後の日（大統領〈ニック・オファーマン〉）

2025年
- キラーズ・ゲーム（ラブダール〈テリー・クルーズ〉）
- エース・ベンチュラ（ロナルド・キャンプ〈ウド・キア〉）※スターチャンネル版
- ミッキー17（ダリウスの右腕）
- ふたりで終わらせる/IT ENDS WITH US（アンドリュー・ブルーム〈ケヴィン・マクキッド〉）
- ミッション:インポッシブル/ファイナル・レコニング（艦長）
- 神は銃弾（ジョン・リー・ベーコン〈ポール・ヨハンセン〉）
- セプテンバー5（ピーター・ジェニングス〈ベンジャミン・ウォーカー〉）
- 俺は飛ばし屋/プロゴルファー・ギル2（ゲイリー・ポッター〈ケヴィン・ニーロン〉、リー・トレビノ）

#### ドラマ
2019年
- アウトランダー
- キリング・イヴ/Killing Eve
- THE FLASH/フラッシュ
- See 〜暗闇の世界〜（トード〈ホーン・リー〉）
- SEAL Team/シール・チーム（ハリントン大佐）
- 世界で一番可愛い私の娘（ハン・ジョン〈ミョン・ゲナム〉）
- V Wars
- ヒール: レスラーズ（アポカリプス）
- 私の国（イ・ソンゲ）

2020年
- ウォーキング・デッド: ワールド・ビヨンド（ブロディ）
- 私立探偵マグナム（フランシス・“アイスピック”・ホフステットラー〈コービン・バーンセン〉）
- トワイライト・ゾーン #7,20
- ブリジャートン家（グランヴィル）

2021年
- イエロージャケッツ #1
- デッドウォーター・フェル 〜虚像に殺された家族〜（マーク〈スチュアート・ボウマン〉）
- DEBRIS / デブリ（ジョーンズ博士）
- ドゥーム・パトロール（サイラス・ストーン〈フィル・モリス〉）
- ファウンデーション（ザンデム大使）
- LA's FINEST/ロサンゼルス捜査官（ウォーレン・ヘンドリックス〈ラズ・アロンソ〉）
- Your Honor/追い詰められた判事 #1,3

2022年
- ウェンズデー
- シー・ハルク:ザ・アトーニー（K.E.V.I.N.）
- シカゴ・ファイア
- シカゴ P.D.（ダリウス）
- レジデント・エイリアン 〜宇宙からの訪問者〜（サム）
- マザー・ファーザー・サン
- チャペルウェイト 呪われた系譜 #5
- Your Honor/追い詰められた判事 シーズン2

2023年
- シュリンキング:悩めるセラピスト（ティム）
- モナーク: レガシー・オブ・モンスターズ（バゲリ）
- その恋、断固お断りします（ギルム〈チェ・デソン〉）
- タルサ・キング（ジミー、ハーラン・ティボドー、裁判官）
- ザ・ボーイズ シーズン3 #2（ガンパウダー）
- WALKER/ウォーカー
- イーヴィル: 超常現象捜査ファイル（カート・ボッグス〈カート・フラー〉）
- グッド・サム 外科医親子のパワーゲーム（バイロン理事長）
- 黒い王妃 カトリーヌ・ド・メディシス #4-#5（ピエール）
- ナショナルトレジャー 一族の謎（ネイト）
- スイート・マグノリアス シーズン3（ジミー）
- 代理リベンジ（警察署長キ・ワンド）
- 埋もれる殺意 ～6年の封印～ シーズン5（スティーヴ）
- パックス・マッシリア: 抗争の街（インディアン）
- DOC2 あすへのカルテ #13（エヴァンドロ）

2024年
- ブラザーズ・サン
- クルックス（ステパン〈セルゲイ・トリフノヴィッチ〉）
- ベルグレービア 新たなる秘密（ロチェスター〈マイルス・ジャップ〉）
- 旋風（ソ・ギテ議員、ハン・ミノ代表）
- ハウス・オブ・ザ・ドラゴン シーズン2（ヒュー〈キーラン・ビュー〉）
- 山賊のむすめ ローニャ
- 三国志 秘密の皇帝（楊俊〈チャン・チョン〉）
- エルズベス #6-9（デクラン・アームストロング）
- ヘリコプター・ハイスト 舞い降りた略奪者（セルビア警察署長）
- スター・ウォーズ:スケルトン・クルー（ウェンドル〈トゥンデ・アデビンペ〉）
- 百年の孤独（ナレーター）

2025年
- オンコール（ラスマン巡査部長〈エリク・ラ・サル〉）
- サーフェス〜ねじれた記憶〜 シーズン2（ヘンリー・ハントリー〈ルパート・グレイヴス〉）
- ザ・エージェンシー（フランク〈アレックス・ジェニングス〉）
- 暗行御史〜朝鮮秘密捜査団（ソヨン）
- チェックイン漢陽（チョン・マクドン〈キム・ウィソン〉）
- 激情のコロッセオ 死にゆく者たち（ヴィゴ〈ヨハネス・ヘイクル・ヨハネソン〉）
- 特別捜査部Q
- グッドボーイ（ギョンチョル）

#### アニメ
- アニマルクラッカー 〜まほうのサーカス〜（ウッドリー）
- 『インサイド・ヘッド』の世界より:ライリーの夢の製作スタジオ（マルコ、シェン）
- カルマのラップ・ワールド（パパ）
- ケンタウロスワールド（ダグ）
- ザ・シンプソンズ（ジュリアス・ヒバート医師〈2代目〉、スナイダー判事〈3代目〉、神〈2代目〉他）
- スタービーム
- ゼウスの血（エヴィオス、アレス）
- セントラル・パーク （ビッツィー）
- 大好き♡アーロ（マーセラス）
- DOTA: ドラゴンの血（カシューラ）
- ハロー、ニンジャ!
- 百妖譜（将軍）
- ファイヤーバディ（ベン・バヤニ、ラッチ）
- モンスターズ・リーグ（マック）
- モンスター・ホテル2（オペラ座の怪人）
- ライム・タイム・タウン（ディッシュ判事）
- ワニ少年アーロの冒険（マーセラス）
- ハズビン・ホテル（ハスク）

#### ボイスオーバー
- マーベル・スタジオ アッセンブル（ケヴィン・ファイギ）
- クィア・アイ シーズン9 #5（マイク）

### CMナレーション
- 映画予告CM 激レアバイト・リクルート
- 映画予告編 映画「ベターコールソウル」
- 四季工房
- しまじろうのわお!
- 新ポリグリップ・極細ノズル
- 宝島社 DVD BOOK「零戦と太平洋戦争」
- 東京西川「エアー」
- 日清食品「麺の達人」
- 日本ハム 石窯工房・チルドピザ
- BSフジ「未来くるアクション!東北」
- フォルクスワーゲン 撥水ワイパー
- 三越×東京コミコン
- 明治 SAVAS プロテイン
- 森永ビスケット

### 舞台
- ヴェニスの商人（ソレイニオー）
- オペラ座の怪人（支配人フィルマン）
- CATS（オールドデュトロノミー）
- ドリーミング（時の老人）

### 朗読劇
- 高橋美紀ぷろでゅーす月刊朗読劇イベント「声の魔法使いになりたくて」
- ヴァ・シャルム公演2018朗読劇「霧の森」（悪徳商人・ジャルダン）
- ヴァ・シャルム公演2019朗読劇「Dear&Pain」（野獣）

## 歌・劇中歌

### 映画
- しまじろうとフフのだいぼうけん〜すくえ!七色の花〜（挿入歌ソロ）
- しまじろうとおおきなき（挿入歌ソロ）
- しまじろうとえほんのくに（挿入歌ソロ）
- しまじろうとにじのオアシス（挿入歌ソロ）
- チャーリーとチョコレート工場（劇中歌コーラス）

### ドラマ
- メンタリスト season5（劇中歌ソロ）

### テレビ番組
- 体育王国（オープニング主題歌）

### アニメ
- おかしなガムボール（劇中歌ソロ）
- ザ・ペンギンズ from マダガスカル（劇中歌コーラス）
- モンスター・ホテル2（ファントム役劇中歌）
- ローリー・ポーリー・オーリー（劇中歌ソロ）

### CM
- 会計王
- 金麦
- 大王製紙「Goo」
- 日清食品 CM「スープの達人」（歌）
- マクドナルド「メガマック」三大テノール編
- 森永「ミルクキャラメル」

### シリーズ一覧
1. ↑  第一章（2023年）、第二章（2023年）

### 初出話一覧
1. ↑  第5話初出
2. ↑  第10話初出
3. ↑  第1話初出
4. ↑  第2話初出
5. ↑  第6話初出
6. ↑  第20話初出
7. ↑  第7話初出
8. ↑  第4話初出
9. ↑  第19話初出